# Sakae Kubo (théologien)
Cet article concerne le théologien adventiste américain. Pour le dramaturge japonais, voir Sakae Kubo.
Sakae Kubo, né le 8 mai 1926 à Honolulu, est un théologien adventiste américain, connu pour ses contributions à la recherche biblique, l’érudition et l’administration universitaire dans l’Église adventiste du septième jour.

## Biographie
Sakae Kubo naquit le 8 mai 1926 à Honolulu de parents japonais, qui résidaient à Hawaï. Il grandit avec ses neuf frères et sœurs dans une ferme à la base de Diamond Head dans l’île de Oahu en Hawaï.
Il poursuivit des études de la licence au doctorat en langues bibliques et en théologie à l’université Andrews dans le Michigan entre 1947 et 1955. Il obtint aussi un doctorat sur le Nouveau Testament et la littérature chrétienne primitive à l’université de Chicago en 1965.
Kubo fut un pasteur adventiste à Hawaï (1947-1950) et en Californie (1950-1952) avant d’effectuer une brillante carrière de professeur de grec et du Nouveau Testament au séminaire de théologie de l’université Andrews. Pendant dix ans (1968-1978), il dirigea ensuite la bibliothèque du séminaire de théologie.
Après cette période d’enseignement et de recherche à l’université Andrews, Kubo consacra son temps à l’administration de plusieurs institutions adventistes. Il fut successivement le doyen de la faculté de théologie de l’université de Walla Walla dans l’État de Washington (1978-1980), puis le président  de Newbold College en Angleterre de 1980 à 1984. De retour à Walla Walla en 1984, Kubo exerça le professorat de théologie pendant une année, puis travailla pendant quatre ans comme vice-président des affaires académiques à Atlantic Union College dans le Massachusetts (1985-1989).
Kubo prit sa retraite en 1989 à Chico en Californie. Sa femme Hatsumi et lui ont quatre enfants : Wesley, Paul, Charlene et Calvin.

## Contributions théologiques
Sakae Kubo est un auteur apprécié dans le milieu adventiste pour la qualité de sa réflexion théologique sur l'inspiration de la Bible, la théologie de la sexualité et la théologie du sabbat . Il a écrit 18 livres, des critiques littéraires sur des ouvrages et de nombreux articles dans des magazines religieux ou de recherche théologique. comme Andrews University Seminary Studies, Ministry, Adventist Review, These Times ou Spectrum.

### La sexualité dans la relation conjugale
Selon Michaël Pearson, Kubo fut le premier théologien adventiste à présenter une théologie substantielle sur la sexualité. Dans son livre, Theology and Ethics of Sex (1980), Kubo argua que la première fonction de la relation sexuelle est de permettre « la mutualité de la communion entre l’homme et la femme ». Il considéra que c’était une responsabilité adventiste de promouvoir le contrôle des naissances par la contraception afin de contenir le taux de surpopulation et de préserver la santé des femmes des excès des grossesses répétées.

### Le sabbat dans la relation divino-humaine
Sakae Kubo met fortement l’accent sur la dimension relationnelle du sabbat – le jour de repos au septième jour de la semaine (le samedi) – telle qu’il l’a élaboré dans son ouvrage, God meets Man (Dieu rencontre l’homme). Il soutient que le sabbat n’a pas de valeur en lui-même et ne garantit pas la spiritualité sans sa dimension expérientielle. Ce temps sacré conduit à une relation vivante et vitale avec Dieu, comme le baptême ou le repas de la communion.
Kubo est l’un des grands plus penseurs adventistes sur la théologie du sabbat. C’est un contributeur de l’ouvrage adventiste de référence sur le sabbat, The Sabbath in Scripture and History (Le sabbat dans l’écriture et dans l’histoire, 1982).
Il fournit une compréhension biblique du sabbat en six points fondamentaux :  
1. Le sabbat est un signe que Dieu est le Créateur de l’univers. Ce n’est pas à proprement parler un mémorial de son activité créatrice mais de son repos, car c’est durant ce temps sacré que Dieu se reposa de toutes ses œuvres. La vie a un sens parce que le monde n’est pas le fruit du hasard ou d’un accident[6].
2. Le sabbat est un signe de la souveraineté de Dieu sur les êtres humains. Comme la semaine, le sabbat n’est lié à aucun phénomène naturel comme la rotation de la terre sur elle-même en un jour, la révolution de la lune en un mois ou celle de la terre en une année autour du soleil. C’est une disposition purement arbitraire de Dieu, un test de fidélité à sa parole. « Le sabbat nous dit que nous ne pouvons pas dicter à Dieu comment nous devons l’adorer. » [6]
3. Le sabbat réclame d’adorer Dieu « en esprit et en vérité » (Jean 4:23). Dieu a choisi, non un lieu saint ou une personne sainte (un intermédiaire), mais un segment de temps universel pour l’adorer. Ainsi, tous les êtres humains sont égaux devant Dieu et sont préservés de l’idolâtrie, c’est-à-dire de la tendance à le remplacer par des objets ou des lieux. Son adoration est un rendez-vous dans le temps, et non quelque chose de spatial ou de matériel, parce que Dieu a infiniment plus de valeur que les choses visibles et matérielles. Kubo observe : « Le sabbat rompt la succession temporelle de l’interaction de l’être humain avec les choses spatiales et matérielles et l’incite continuellement vers les choses spirituelles et éternelles, vers Celui qui est l’Esprit. » [6]
4. Le sabbat est un signe que tous les êtres humains sont frères puisque Dieu est le Créateur, le Père de toute l’humanité. Personne ne doit se sentir supérieur à un autre en raison de sa nationalité, de son ethnicité, de son statut socio-économique ou de sa religion.
5. Le sabbat est un signe du salut, de justification et de foi sans les œuvres. C’est un don de Dieu. L’être humain ne fait rien mais reçoit tout de Dieu : la création, le salut et une nouvelle création, incluant la vie, la santé, le bien-être, la protection, et beaucoup d’autres bénédictions. Par sa cessation d’activités, le sabbat rappelle à l’être humain sa dépendance totale de Dieu.
6. Le sabbat est un signe de sanctification du croyant. C’est un signe entre Dieu et les adorateurs sabbatistes car il est « l’Éternel qui les sanctifie » (Ezéchiel 20:12). C’est un symbole de transformation de la vie du croyant qui fait l’expérience d’une relation d’obéissance à la volonté et aux commandements de Dieu.

Globalement, le sabbat est la gracieuse provision d’un sage Créateur pour combler les besoins intrinsèques et thérapeutiques de ses créatures, même dans un monde parfait.

## Publications
- 1965 : P72 and Codex Vaticanus
- 1970 : Theological Bibliography
- 1971 : A Reader’s Greek-English Lexicon of the New Testament
- 1974 : Calculated Goodness
- 1975 : Acquitted
- 1976 : Your Summons to Court
- 1977 : One Saved, Always Saved?
- 1977 : Open Rapture
- 1978 : God meets Man: A Theology of the Sabbath and Second Advent
- 1979 : A Beginner’s New Testament Greek Grammar
- 1980 : Theology and Ethics of Sex
- 1983 : So Many Versions?
- 1998 : The God of Relationships
- 1999 : Chirst’s Parables for Today